# パセリ伝説
『パセリ伝説 -水の国の少女-』（パセリでんせつ みずのくにのしょうじょ）は倉橋燿子による青い鳥文庫（講談社）の作品。挿絵は久織ちまき。2006年10月に第1巻が発売され2009年12月に全12巻で完結。2010年12月には『パセリ伝説外伝―守り石の予言』が発売された。
公式サイト『パセリ伝説』は、2009年3月10日に全面リニューアル。最新刊の中身をいち早く見ることができたり、「大人の方へ」のページでは大人からの手紙や反響を紹介する等、豊富なコンテンツが用意された。
完結後はいったん更新が休止にしていたが、『守り石の予言』の発売にあわせて2010年12月より再開。
この公式サイトでは、読者より送られてくる手紙や感想などが多く紹介されている。その内容からは、単に読んで面白かったというだけでなく、「パセリ伝説を読んで人生が変わった」というものから「不登校だったが学校へ行けるようになった」「自分を好きになれた」といった感想など、読者の一人ひとりに大きな変化をもたらしていることが伝わってくる。
公式サイトは、2019年7月31日をもって閉鎖となり、著者倉橋燿子の公式サイトと公式Twitterが、著者の最新情報を配信している。
同世界のその後を舞台とした作品に『ラ･メール星物語』（全5巻 2011年 - 2013年）がある。

## 登場人物

### ラ・メール星
地球の兄弟星。

#### アクア国
ミラクル・オー（奇跡の水）を保有している。守護神は龍。
パセリ
本作の主人公。
アクア国のプリンセス。誕生日は7月7日（memory1の時点で12歳となっている）。
頬に青い星をもつ、ミラクル・オーの使い手。呪文は「ペルモン・オー・サクリー」。アクア国の王家に代々伝わる、中にミラクル・オーが一滴だけ入っているしずく型のペンダントでミラクル・オーを使っていた。しかし第7巻でミモザに壊されたため、隼人からもらった星形のラピスラズリを代わりにしている。
本来は12歳になったら記憶を消して北海道でミラクル・オーの使い手としての修業をする予定だったが、12歳になる前にアクア国がフラム国に襲撃されたため、予定よりも早く北海道へと発つことになる。北海道では水沢巴世里(みずさわ ぱせり)という名前を与えられていた。
ステファンとは許婚の仲であるが、実際には隼人に思いを寄せており、裏切られた後も彼を信じてした。
memory12で一度命を落としたが、ミラクルオーの力で自分自身に生まれ変わった。ギガの闇の力による地球征服を阻止するという使命を与えられる。
『パセリ伝説外伝―守り石の予言』（以下『外伝』）ではラピスラズリの首飾りを与えられたが、この時一時的に生命を閉じていたため、直接の所有はなかった。
鑑 隼人（かがみ はやと）
パセリが森で出会った少年。光矢の同級生で秀人の兄。
実はラ・メール星にいた頃からのパセリの幼馴染で、秀人と引き離されてからはリン・ミモザとともに育った。
パセリに好意をもっているが、兄弟のようにして育ったミモザのことも気にかけている。
フラム国の人物に記憶を消された時に、ステファンに命を救われるなど、何度も危険な目にあった。
一時期はフラム国軍の一員となり、ミモザと婚約する。
パセリを火だるまになりながらも火の鳥から守り、重傷を負う。
鑑 秀人（かがみ しゅうと）
パセリのクラスメートでクラスの人気者。隼人の弟。
隼人と同じく、ラ・メール星にいた頃からのパセリの幼馴染である。実は隼人に強いコンプレックスを持っていた。
一時期はフラム国の一員になっていたが、脱出を決意。その際に大怪我をし両目が見えなくなったが、memory12でミラクル・オーの力で目が見えるようになった。
桜 清太郎（さくら せいたろう）
パセリのクラスメート。ひょうきんな性格。ゲームおたくだったが、林間学校でパセリが第一の能力を開いたことで、父親に自分の使命がアクア国のプリンセスであるパセリの護衛であることを教えられて以来、ゲームをやめている。
水沢 光矢（みずさわ こうや、本名：フォン・ハー・コウヤ）
北海道ではパセリの2歳年上の兄として、牧場の仕事を手伝いながらパセリを見守る。密かにパセリに恋しているが、自分の想いは報われないものと思い気持ちを隠していた。パセリと仲の良い隼人に嫉妬して邪険な態度をとっており、パセリから反発される（後に和解）。
本当はアクア国の兵士だが、パセリにとっては本当の兄のような存在である。
目が見えなくなった秀人を励ますなど、しっかりした性格。
ノイ国の王女ミントに思いを寄せられていた。

じい（通称：おじいちゃん）
北海道では両親を失ったパセリと光矢を引き取ったという形で牧場を営む。パセリに武道の精神と技を教える。光矢の遠い親戚。
ばあや（通称：おばあちゃん）
北海道では牧場で畑仕事や庭仕事に励み、パセリには温かくも厳しく沢山お手伝いをさせる。
アクア国から追放するように言われたミモザを、国に反対して自分の親戚の農家に預けた。
未来（みく）
光矢の妹。
火の鳥とともに森の中へ墜落し意識不明の状態にあった隼人を発見し、母親達とともに救出する。隼人に想いを寄せていたが、自分が好きなのはパセリを想う隼人の姿であることが分かり身を引いた。
ルイ
妹のリル、母親とともにアクア国に住む少年。フラム国からの奇襲で父親を亡くし、右足を失っている。
実はアンジーの次に茶色の星をもって生まれた土の使い手である。そのため、あらゆる動物たちと心を通わせ、会話することができるようになった。『外伝』では琥珀の盾を与えられた。
アクア国のプリンセスであるパセリを慕っている。
幼さ故の未熟な言動が目立つ。一時はアクア国を攻撃したリンとミモザへの憎しみをあらわにし、闇の力を強めた。しかし、ミモザの言葉により、どのようなときも他人を許していたたパセリを思い出す。負の感情に打ち勝ち、星を持つ者として、ラテラを蘇らせることができた。

#### フラム国
ミラクル・オーを求めてアクア国を攻撃していた。守護神は火の鳥。
科学技術が発展している。
ミモザ
フラム国のプリンセスで、パセリの双子の妹。memory6で初登場。
首筋に水色の星を持ち、あらゆるものを浄化することができる。呪文は「プラサート・オー・サクリー」。
生まれた当時、首筋に黒い星があったことからアクア国を追い出されたため、パセリやアクア国を非常に憎んでいた。リンに祭り上げられフラム国のプリンセスになった。登場当初は自分の性格を偽り、姉思いの優しくおとなしい女の子としてパセリに近づき、隙を突いてミラクル・オーを操る呪文「ペルモン・オー・サクリー」を聞き出した。それからは自分の憎しみでミラクル・オーを闇の方向に操り、自分の実母、そしてミントを殺した。しかし星が黒かったのは闇の帝王ギガに毒されたからである。memory12で、パセリが自分を庇って命を落とした際、パセリへの憧れを自覚し、その感情が招いた嫉妬からラ・メール星全土を戦いに巻き込んでしまったことを後悔したことで、星は浄化されて水色に戻った。
その後、ヒステリックなところは変わらないが、面倒見のよくさっぱりした性格になる。パセリの良き理解者となった。
『外伝』ではアクアマリンの腕輪を与えられた。

キャプテン・リン（通称：リン、本名：ビスマルク・リン）
隼人とミモザとともにギガに育てられ、洗脳されてきた。クーデターを起こし、フラム国軍（赤い鳥軍団）の若き指揮官となる。科学技術を盲信し、フラム国を発展させてきた。
赤い星を持つ、火の使い手。呪文は「ルォーナッツ・オー・サクリー」。
当初は火の鳥を操る能力を持っていると思われていた（自身もそう思っていた）。しかしmemory12で火の鳥が息を引き取ってから、火そのものの使い手であることが判明した。
『外伝』ではルビーの剣を与えられ、闇を振り払った。
細川楓（ほそかわ かえで、通称：カエデ）
フラム国の手下で、ミモザの命令を受けてレンゲの記憶を操作する。
地球ではパセリのクラスメートでマリモの一番の子分的存在であった。
ギガ
闇の帝王であり、どんな姿にも変身することができる。リン、ミモザ、隼人の育ての親。ミモザの星を闇に染め、リンに野望を抱かせ、隼人に憎しみを持たせた。ラ・メール星と地球を闇で埋め尽くすのが目的である。

#### ノイ国
守護神はペガサス。アクア国とは王族が親戚関係。
ステファン・ボルク
ノイ国の王子。パセリと同じ12歳で、パセリの婚約者。ミントという妹がいる。
額に白い星を持つ、風の使い手。呪文は「ヴァンロック・オー・サクリー」。
ペガサスにのることができる。パセリの隼人への恋心に気づきながらも、一途に彼女を想っている。
『外伝』ではムーンストーンの弓矢を与えられ、闇を振り払った。
ミント・ボルク
ノイ国の王女。小太りで生意気な少女。パセリを本当の姉のように想い、慕っている。memory10で、ミモザに殺された。

#### ラテラ国
本編ではあまり触れてられておらず、『外伝』で大地が闇に落とされていたことが判明する。闇が消えたことで大地は復活した。
アンジー
古代プリア王国の守り人。右目の端に茶色い星を持つ、土の使い手。呪文は「サムレー・オー・サクリー」。
memory12で逝ってしまった後、マリモの叔母の子供に生まれ変わった。実は、アイリス（ミモザの前世の姿）に思いを寄せていた。

### 地球

#### 北海道
梶田蓮華（かじた れんげ、通称：レンゲ）
パセリが北海道ではじめて出会った同級生でクラスメイト。クラスで浮いていたパセリの唯一の親友であった。しかし、秀人へ密かに恋をしており、それを知ったマリモに嘘を吹き込まれ、パセリにそっけない態度をとる。その後、青龍湖でおぼれかけ、パセリに助けられ、仲直りし、2人は絆を深める。のちにマリモとも親友になる。
memory6で、北海道に乗り込んできたミモザに人質として捕らえられる。memory7で、人に認められない寂しさにつけ込まれ、ミモザに操られたまま、北海道に戻される。memory9でパセリと再会し、暴言を浴びせるが、彼女の心の闇に気付いたパセリの言葉によって元に戻る。
心優しいが、メンタルの弱さが仇になる場面が多い。
加山毬藻（かやま まりも、通称：マリモ）
パセリのクラスメート。学校の女王様的存在。
パセリの不思議な力を怪しんで敵視していたが、ミラクル・オーでの体験以来、仲間意識をもつ。どんなときもパセリとテレパシー交信のできるラピスラズリを持っている。のちに親友となる。
ハンサムな男性に目がなく、秀人や隼人、ステファン（本命）、アシュレに次々と恋をする。
気が強く、積極的な性格で、フラム国の「火の鳥軍団」に対抗するために、「チーム青龍」を結成した。

#### プリア王国
数千年前に人々が小さな島に作り上げた理想郷。ある時、忽然と海の中へ沈んだ。
ジャスミン
5千年前のプリア王国のプリンセス。ミラクル・オーの使い手で、青い星を持つ。
アイリス（双子の妹）の心の痛みに気付けず、お互いに憎み合うようになり、最後には刺し違えて死んでしまう。
このときのつまずきを生きなおすために、パセリとして現代に生まれてきた。
アイリス
ジャスミンの双子の妹で、5千年前のプリア王国のプリンセス。水色の星を持つ。
姉への嫉妬が原因で、お互いに憎み合うようになる。水色だった星はギガに毒されて黒くなった。
このときのつまずきを生きなおすために、ミモザとして現代に生まれてきた。

## 能力
ミラクル・オーの使い手であるパセリはさまざまな能力を秘めている。
一巻ごとにひとつずつ開いており、memory12の時点で12（全ての）能力を開いた。

## それぞれの国の歴史
パセリ（アクア国のプリンセス）は、5千年前はジャスミンという名前で、古代プリア王国の王妃の娘であった。
またミモザも同じであり、アイリスとジャスミンは二人の先祖にあたる。
もともとミモザの黒い星は水色であり、空気を浄化する力があった（黒い星はギガに毒された色である）。
明るく元気なジャスミンとそれと反対に静かでおしとやかなアイリス。
アイリスは家庭教師に扮したギガに妄言を吹き込まれ、ジャスミンばかりが愛されていると勘違いし、憎しみを募らせる。
その上でハヤとの事件をきっかけにアイリスはジャスミン達を憎み、最後にはお互い刺し違えてジャスミンとアイリスは死んでしまう。
その時の誤ちを生きなおすために、パセリとミモザは再び双子として生まれてきた。
古代プリア王国のその歴史はある程度、パセリがミラクル・オーで蘇らせた古代プリア王国の洞窟でみることができる。
ミモザはこの事実をアンジーが通信した夢で見ているため、多少は怖がっている。しかし、最終的には全ての国が手を結び平和な国をつくりあげていく。